# Rock with You (BoA)
Rock with You è un singolo della cantante sudcoreana BoA, pubblicato nel 2003.

## Tracce
Versione giapponese
1. Rock with You
2. Double (English Version)
3. Rock with You (Instrumental)
4. Double (Instrumental)

Versione coreana
1. Rock with You
2. Atlantis Princess (아틀란티스 소녀) (Just Fiction Mix 2003)
3. Moon & Sunrise
4. Rock with You (Instrumental)
5. Atlantis Princess (아틀란티스 소녀) (Just Fiction Mix 2003) (Instrumental)
6. Moon & Sunrise (Instrumental)